# Kurvimeter

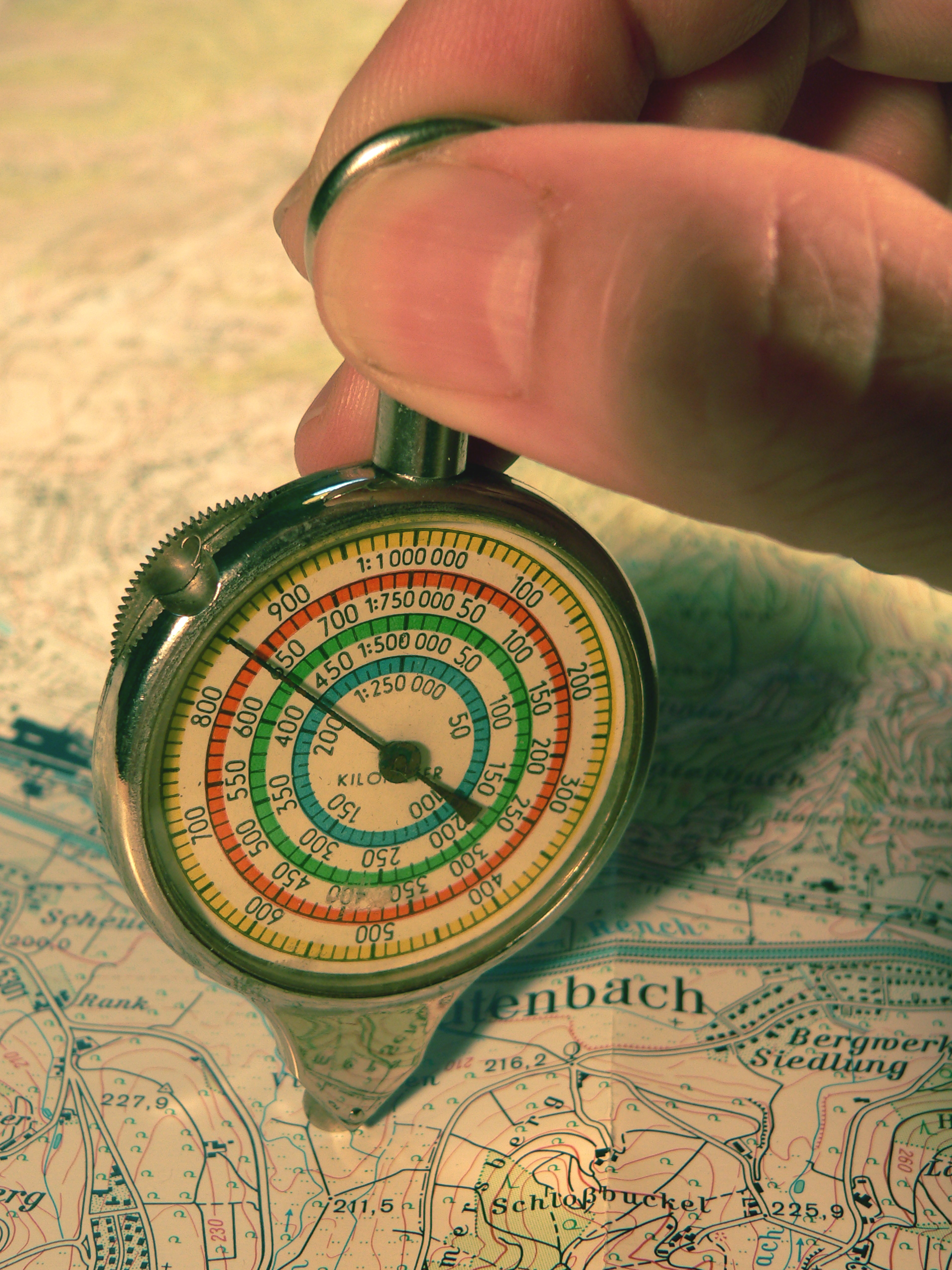
Mechanisches Kurvimeter

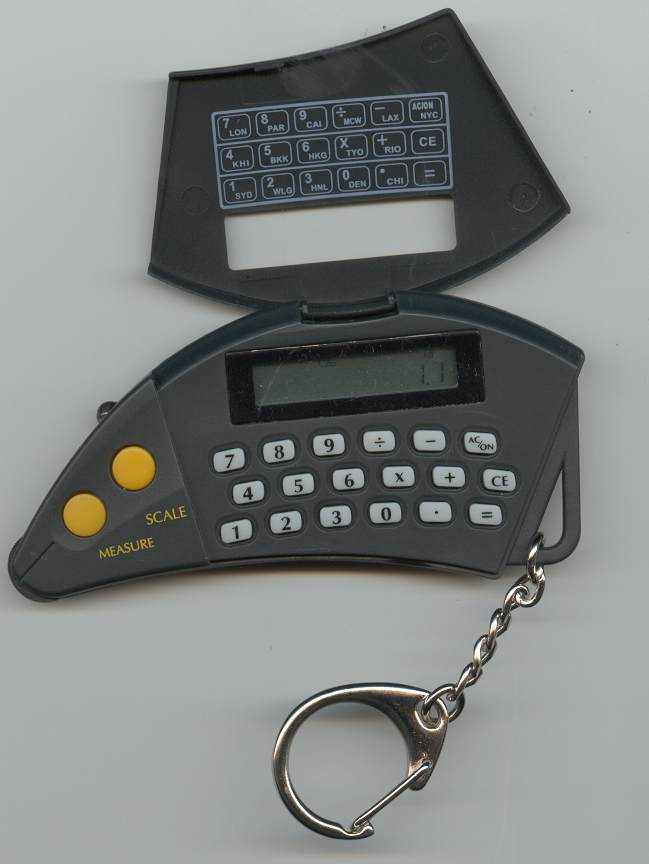
Elektronisches Kurvimeter

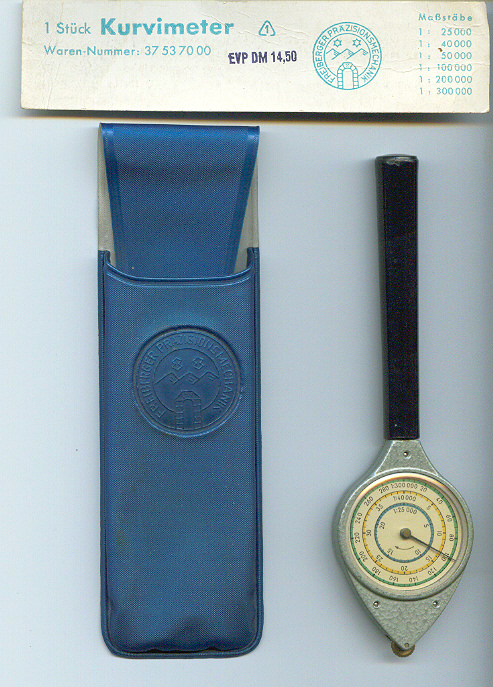
Mechanisches Kurvimeter (1960er Jahre)

Das Kurvimeter (auch Opisometer, Kurvenmesser oder Kartenmesser) ist ein Messgerät zur Distanzmessung in Karten. Es gehört zu den Rektifizierinstrumenten und wird meist von Wanderern oder Radfahrern genutzt, um die geplante oder zurückgelegte Strecke  zu ermitteln. Mit dem angebrachten Rollrädchen kann man in der Karte kurvige Strecken (daher der Name Kurvimeter) abfahren. Das Messverfahren begrenzt sich auf die Strecke in der Kartenebene. Bei Strecken mit Höhenunterschieden fällt die gemessene Distanz gegenüber der tatsächlichen Distanz immer geringer aus.

## Arten
Man unterscheidet je nach Modell zwischen mechanischem und elektronischem Kurvimeter.

### Mechanisches Kurvimeter
Bei den mechanischen Geräten wird die Drehung des Messrades mechanisch auf einen Zeiger übertragen. Dieser zeigt auf einer Skala die schon abgefahrene Strecke an. Dabei muss man beim Ablesen der Distanz die für den Kartenmaßstab passende Skala wählen. Das erste derartige Gerät konstruierte R. Wittmann 1875 in Wien, wobei die Idee auf Hermann von Schlagintweit zurückgeht. Neuere Geräte kann man mit einem Druckknopf wieder auf Null stellen.

### Elektronisches Kurvimeter
Bei den elektronischen Geräten wird die Drehung des Messrades digital weiterverarbeitet. Hierbei kann der Maßstab der Karte von vornherein eingestellt werden. Zusätzlich sind oft auch ein Taschenrechner, ein Kompass und eine Taschenlampe mit eingebaut.